# W66
W66 foi uma linha de bombas de nêutrons dos Estados Unidos da América, foi a primeira de sua categoria. Ela tinha 45,72 cm (18 polegadas) de diâmetro máximo, 88,90 cm (35 polegadas) de comprimento e pesava 68,04 kg (150 libras).